# Tommy (rockopera)
Tommy (1969) is de eerste van de twee rockopera's van de Britse rockband The Who (de tweede rockopera van songwriter-gitarist Pete Townshend is Quadrophenia).
Tommy is het allereerste muzikale werk dat expliciet als "rockopera" betiteld werd. Er waren wel andere rockopera's avant la lettre, maar Tommy populariseerde het genre. In vroegere oplagen werd het album Tommy (1914-1984) genoemd.
Townshend schreef de rockopera, afgezien van twee nummers die basgitarist John Entwistle schreef. Keith Moon zou ook een nummer hebben geschreven, maar het bleek uiteindelijk toch door Townshend geschreven te zijn. Een ouder nummer van blues-musicus Sonny Boy Williamson II werd ook in de mini-opera ingelijfd. De speeltijd is exact 74 minuten.
In 1975 werd de rockopera verfilmd door de Brit Ken Russell, met Roger Daltrey als Tommy. De bandleden van The Who speelden zelf ook in de film mee.

## Synopsis

### Personages
Tommy WalkerDe hoofdpersoon, doof, stom en blind.
Captain WalkerTommy's vader.
Mrs WalkerTommy's moeder.
Frank HobbsMrs Walkers vriend (alleen in de film)
Uncle ErnieTommy's "verdorven oom", die Tommy seksueel misbruikt.
Cousin KevinTommy's neefje, de pestkop van de school.
Local LadDe regerende kampioen van het flipper-toernooi.
The Acid QueenEen "zigeunerin" die hallucinogene substanties (d.i. LSD ofwel Acid) verhandelt en Tommy daarmee probeert te genezen.
The DoctorEen dokter die probeert Tommy te genezen.
Sally SimpsonEen van Tommy's volgelingen die snel gedesillusioneerd raakt.

### Verhaallijn
De rockopera Tommy wordt verteld aan de hand van muzieknummers:
- Overture / It's a Boy - Captain Walker van het Britse Leger wordt als vermist opgegeven. Hij zit in dienst tijdens de Eerste Wereldoorlog en wordt als gesneuveld beschouwd. Kort daarna brengt zijn vrouw, Mrs. Walker, hun zoon Tommy ter wereld.
- 1921 - Vier jaar later, in 1921, komt Captain Walker weer thuis en komt erachter dat zijn vrouw een nieuwe liefde heeft gevonden. Captain Walker vermoordt deze minnaar (of andersom, zie verderop) voor de ogen van Tommy. Om de misdaad geheim te houden, dragen Tommy's ouders hem op om te vertellen dat hij het niet gezien heeft, niet gehoord heeft en hij er "nooit van zijn leven iets over zal zeggen". Een getraumatiseerde Tommy neemt het letterlijk en wordt doofstom en blind.
- Amazing Journey / Sparks - Tommy's onderbewustzijn onthult zichzelf tegenover hem als een lange onbekende, gekleed in een zilverachtig gewaad met een gouden baard. Het visioen van hem lanceert hem in een spirituele reis door zijn binnenste waarin hij leert alle fysieke gevoelens als muziek te interpreteren.
- Eyesight to the Blind (The Hawker) - Tommy's ouders nemen hem mee naar een kerk en proberen hem te genezen. Eyesight... is het lied van de cultus-leider.
- Christmas - Tommy's ouders maken zich zorgen dat zijn ziel blootgesteld wordt aan verdoemenis, doordat hij niet in contact kan komen met Jezus of kan bidden.
- Acid Queen / Underture - Tommy's ouders proberen hem nog eens te genezen. Dit keer wordt hij achtergelaten bij een vrouw die Tommy weer bij bewustzijn probeert te brengen door hem te bedwelmen met hallucinogene stoffen. Underture is een uitgebreide muzikale weergave van Tommy's drugs-ervaring. De titel Underture is bedacht als tegenstelling van Overture - dat zelf een Engelse verbastering is van Ouverture.
- Cousin Kevin - Tommy's ouders laten hem achter bij een babysitter, hun neefje Kevin. Hij grijpt de kans aan om Tommy flink te pesten en martelen zonder de vrees te hebben dat er ook maar iemand achter zal komen. Hij raakt op een gegeven moment verveeld doordat Tommy slechts beperkt reageert.
- Do you think it's alright? / Fiddle About - Tommy wordt achtergelaten bij zijn licht gestoorde oom Ernie, een alcoholistische parafiel. Ernie grijpt de kans om Tommy te misbruiken, zonder dat hij hoeft te vrezen dat iemand erachter zal komen: “…you won't shout as I fiddle about…”
- Pinball Wizard - Men komt erachter dat Tommy een uitzonderlijk talent heeft om te flipperen en al snel verslaat hij de kampioen van het vorige toernooi. Dit leidt ertoe dat Tommy internationale faam krijgt. Pinball Wizard wordt gezongen door de voormalige kampioen: “…Even on my favourite table, he can beat my best…”
- There's a Doctor / Go to the Mirror! - Tommy's ouders vinden een nieuwe medisch specialist om achter zijn ziektebeeld te komen en de symptomen hiervan te bestrijden. Na een flink aantal tests krijgen ze te horen dat er medisch gezien niets mis is met hun zoon en dat zijn problemen van psychologische aard zijn. Desalniettemin proberen zij weer in contact te komen met hem, terwijl Tommy's onderbewustzijn ook probeert hen te bereiken: “See me… Feel me… Touch me… Heal Me…”
- Tommy can you hear me? / Smash the Mirror - Tommy's moeder blijft maar proberen hem te bereiken en raakt gefrustreerd dat hij haar geheel negeert, terwijl hij naar een spiegel blijft staren. Uit frustratie gooit zij de spiegel kapot: “…can you hear my temper rise…rise…rise…”.
- Sensation / Miracle Cure - Na het stukgaan van de spiegel komt Tommy weer 'bij bewustzijn'. Tommy's wonderlijke genezing baart publiekelijk opzien en hij krijgt een goeroe-status. Daarna krijgt hij een quasi-messiaanse 'sluier' om en probeert zijn fans te leiden tot eenzelfde verlichting als hij doormaakte.
- Sally Simpson - Sally Simpson is een van Tommy's discipelen. Zij is de jonge dochter van een dominee, die uit haar huis ontsnapt om te komen kijken naar een van Tommy's preken. Ze probeert hem uiteindelijk aan te raken, door Tommy om zijn nek te vliegen. Tommy gooit hierna Sally uit een reflex van het podium, waardoor Sally een snee in haar gezicht krijgt.
- I'm Free - Tommy probeert de mensen die naar zijn predicaties luisteren spiritueel te verlichten.
- Welcome / Tommy's Holiday Camp - Tommy stelt zijn eigen huis open voor diegenen die ervoor openstaan om zich bij hem te voegen en prikkelt hen om zo veel mogelijk mensen mee te nemen als ze kunnen. Tommy opent zijn huis en dat is dan ook gauw vol met mensen, waarop hij een vakantiekamp bouwt om iedereen te kunnen herbergen. De aanwezigheid van oom Ernie lijkt erop te duiden dat Tommy van zijn volgelingen vraagt hetzelfde door te maken als hij.
- We're not gonna take it - Tommy vraagt zijn volgelingen om zichzelf (tijdelijk) te verblinden, en zichzelf doofstom te maken om werkelijk de spirituele hoogten te bereiken, maar de hardhandigheid van zijn cultus en de uitbuiting van haar volgelingen door zijn familie en aangetrouwden, zorgen ervoor dat zijn volgelingen tegen hem in opstand komen: “…We're not gonna take it…” In de steek gelaten door zijn volgelingen en aanbidders, krijgt Tommy een nieuwe verlichting: “…See me, feel me, touch me, heal me…”

Het verhaal over Tommy is een metafoor: de veronderstelling is dat we vijf zintuigen hebben, maar blind zijn voor de realiteit. Tommy staat symbool voor onze eigen onvolkomenheden.
Op de originele albumversie is het verhaal vrij losdradig en werden de nummers vaak post facto door Townshend in interviews aaneengeknoopt. Nadat er andere versies van het album verschenen, werden de verschillende 'gaten' opgevuld en werden er bepaalde dingen veranderd (de tijdlijn werd veranderd naar de Tweede Wereldoorlog en 1951 in sommige versies, en in de filmversie vermoordt de minnaar de man in plaats van andersom). Pete Townshend droeg de dubbelelpee op aan zijn Indiase goeroe Meher Baba.

He who has eyes but does not see,

He who has ears but does not hear,

He who has a tongue but does not speak,

He can see Me as I should be seen, and can

know Me as I should be known.
— Meher Baba, uit The Everything and the Nothing (1963)

## Track listing
Alle nummers zijn geschreven door Pete Townshend, tenzij anders aangegeven.

### Originele elpee uit 1969

#### Kant 1
1. Overture – 5:21
2. It's A Boy – 0:38
3. 1921[1] – 2:49
4. Amazing Journey – 3:25
5. Sparks – 3:46
6. Eyesight to the Blind (The Hawker) (Williamson) – 2:13

#### Kant 2
1. Christmas – 4:34
2. Cousin Kevin (Entwistle) – 4:07
3. The Acid Queen – 3:34
4. Underture – 10:09

#### Kant 3
1. Do You Think It's Alright? – 0:24
2. Fiddle about (Entwistle) – 1:26
3. Pinball Wizard – 3:01
4. There's a Doctor – 0:23
5. Go to the Mirror! – 3:49
6. Tommy, can you hear me? – 1:36
7. Smash the Mirror – 1:35
8. Sensation – 2:27

#### Kant 4
1. Miracle Cure – 0:12
2. Sally Simpson – 4:12
3. I'm Free – 2:40
4. Welcome – 4:34
5. Tommy's Holiday Camp (Moon)[2] – 0:57
6. We're not gonna take it – 7:08

### Luxe-editie
In 2003 werd Tommy uitgegeven als een luxe-editie in drie verschillende uitvoeringen: op cd, audio-dvd en op superaudio-cd. De jongste twee uitvoeringen bevatten het originele album geremixt naar 5.1 surround sound en verder bevatten alle drie de uitvoeringen een bonusschijfje met ongebruikt materiaal (outtakes) en demo's.

#### Disc 1
Origineel, als hierboven beschreven.

#### Disc 2
Outtakes en demo's
1. I was – 0:17 (niet eerder uitgegeven)
2. Christmas (Outtake 3) – 4:43 (niet eerder uitgegeven)
3. Cousin Kevin Model Child – 1:25
4. Young Man Blues (Versie 1) (Allison) – 2:51
5. Tommy Can You Hear Me? (Alternatieve versie) – 1:59 (niet eerder uitgegeven)
6. Trying To Get Through – 2:51 (niet eerder uitgegeven)
7. Sally Simpson (Outtake) – 4:09 (niet eerder uitgegeven)
8. Miss Simpson – 4:18 (niet eerder uitgegeven)
9. Welcome (Take 2) – 3:44 (niet eerder uitgegeven)
10. Tommy's Holiday Camp (Band's Version) (Moon)[2] – 1:07 (niet eerder uitgegeven)
11. We're Not Gonna Take It (Alternatieve versie) – 6:08 (niet eerder uitgegeven)
12. Dogs, Part Two (Moon) – 2:26

Stereodemo's
1. It's A Boy – 0:43 (niet eerder uitgegeven)
2. Amazing Journey – 3:41 (niet eerder uitgegeven)
3. Christmas – 1:55 (niet eerder uitgegeven)
4. Do You Think It's Alright? – 0:28 (niet eerder uitgegeven)
5. Pinball Wizard – 3:46

De audio-dvd-editie bevat ook een bonusvideo met daarop een interview met Pete Townshend en een demonstratie van zijn remix naar 5.1 surround sound.

### Bezetting
- Pete Townshend: gitaren, keyboard, zang
- John Entwistle: basgitaar, hoorn, zang
- Keith Moon: drums en percussie
- Roger Daltrey: zang

## Parodie en vertaling
- Tommy is vaker het mikpunt van parodie geweest. Zo werd op de website van Daily Kos de Amerikaanse president George W. Bush op de hak genomen.
- De rockopera is in 2008 vertaald in het Nederlands door Jan Rot en uitgevoerd door DI-RECT, in een theatertour door Nederland.

## Trivia
- De Overture van Tommy wordt door de Nederlandse zender Radio 2  gebruikt als leadermuziek tijdens de uitzending van de jaarlijkse Top 2000 tussen Kerstmis en Oud en Nieuw
- Het refrein “See me, feel me, touch me, heal me” was midden jaren 80 te horen in een zeepreclame en werd in 2015 gebruikt door de Belgische choreograaf Marc Vanrunxt in een van de scènes van Atmosphere.